# والبلاهورن
والبلاهورن (به لاتین: Valbellahorn) یک کوه در سوئیس است که در کانتون گراوبوندن واقع شده‌است. والبلاهورن ۲٬۷۶۴ متر بالاتر از سطح دریا واقع شده‌است.